# Consort Qi
Concubina Qi (戚姬, pinyin qì ji) (morta el 194 aEC), també coneguda com la Dama Qi o la Consort Qi (戚夫人), va ser la concubina afavorida de Han Gaozu (nom personal Liu Bang), el primer emperador de la Dinastia Han xinesa. Ella va ser anomenada per alguns com Qi la Benigna (戚懿 qì yì).
Va néixer a Dingtao (定陶), Shandong. Liu Ruyi (劉如意), més tard creat Príncep de Zhao, va ser el seu fill. Liu Bang considerava el Príncep Hereu de la Corona Liu Ying (el seu fill major) com un líder inadequat. Va intentar diverses vegades, sense èxit, el reconèixer a Liu Ruyi com el Príncep de la Corona en el seu lloc, però el seu desig va ser objectat per la mare biològica Liu Ying, l'Emperadriu Lü Zhi. A causa d'açò, Lü Zhi va odiar en gran manera a Qi. No obstant això, Liu Bang, en el seu llit de mort, va ordenar a Liu Ruyi per marxar a la seva terra de dret, el Principat de Zhao (capital en l'actual Handan, Hebei). Qi no va acompanyar Liu Ruyi.